# 網路自媒體從業人員職業工會
網路自媒體從業人員職業工會亦簡稱自媒體工會，是中華民國的職業工會，于臺北市在2018年11月成立，于新北市在2019年3月成立。
為依據中華民國法律《工會法》而成立的職業團體，是台灣最早的自媒體工會。臺北市網路自媒體工會首任理事長為陳界榕；新北市網路自媒體職業工會理事長為李家宏。
會員為臺灣從事網路自媒體的從業人員所組成。。

## 服務宗旨
本會提供網路自媒體從業人員合約法律及稅務規劃之諮詢協助，與勞工保險、全民健康保險申辦服務，並協助創業貸款，打造協同共享經濟商業模式，提供異業結盟與虛實整合平台，拓展營收來源，落實知能教育訓練，以保障網路自媒體從業人員權益、謀求會員福利及增進專業知能為宗旨。

## 會員組成
凡年滿16歲之中華民國國民，實際以網路自媒體為根基，通過互聯網方式從事以網路為互動平台的個人媒體工作之勞工，像是部落客、YouTuber、直播主、電競實況主、IG客、播客、網路自由接案者等等，都是工會服務的對象。

## 外部連結
- 網路自媒體從業人員職業工會的官網 （页面存档备份，存于）
- 網路自媒體從業人員職業工會的Facebook專頁 （页面存档备份，存于）
- 網路自媒體從業人員職業工會的Instagram帳戶
- 自媒體工會的YouTube頻道 （页面存档备份，存于）